# Джумгалтау
Джумгалтау или Джумголтау (на киргизки: Жумгал тоо; на руски: Джумгалтау) е планински хребет във Вътрешен Тяншан, разположен на територията на Киргизстан (Чуйска и Наринска област). Простира се на протежение от 75 km, от ждрелото на река Кьокьомерен (десен приток на Нарин) на югозапад до прохода Каракол (3485 m) на североизток, където се свързва с Киргизкия хребет. На северозапад огражда от югоизток Сусамиртската котловина, а на югоизток склоновете му се спускат в долината на река Джумгал (ляв приток на Кьокьомерен). Максимална височина 4273 m, (42°05′31″ с. ш. 74°22′51″ и. д. / 42.091944° с. ш. 74.380833° и. д.), разположена в централната му част, на границата между Чуйска и Наринска област. Изграден е основно от туфогенни пясъчници, варовиково-слюдести шисти и гранити. Склоновете му са обрасли с пасища, храстовидна арча и ливадни степи с дребни храсти, а тук-таме има малки участъци с редки гори от арча и смърч.

## Топографска карта
- К-43-А М 1:500000[2]